# سنگ نگاره‌های دره شیر و پلنگان
سنگ نگاره‌های دره شیر و پلنگان مربوط به دوران پیش از تاریخ ایران باستان است و در شهرستان سراوان، بخش مرکزی، روستای شیر و پلنگان واقع شده و این اثر در تاریخ ۹ اردیبهشت ۱۳۸۲ با شمارهٔ ثبت ۸۵۰۸ به‌عنوان یکی از آثار ملی ایران به ثبت رسیده است.